# ゴールドストーン深宇宙通信施設
ゴールドストーン深宇宙通信施設（Goldstone Deep Space Communications Complex, GDSCC）はカリフォルニア州モハーヴェ砂漠に位置する地上局。ジェット推進研究所のためITT Corporationが運用している。GDSCCはパイオニア深宇宙ステーション（Pioneer Deep Space Station）を含んでおり、これはアメリカ合衆国国定歴史建造物に指定されている。
主な目的は宇宙機の通信・追跡であり、マドリード深宇宙通信施設やキャンベラ深宇宙通信施設と共にNASAのディープスペースネットワークを構成している。
またゴールドストーンのアンテナは電波望遠鏡としても使用されている。
小惑星(4433) Goldstoneはゴールドストーンにちなんで命名された。

## "Goldstone has the bird"
アメリカ初の人工衛星エクスプローラー1号が周回軌道上で確認された際、"Goldstone has the bird"というフレーズが使われた、と言われることがある。しかしこれは誤りで、エクスプローラー1号の時点ではゴールドストーンは運用されていなかった。
実際に使用されたフレーズは"Gold has it!"である。ここでのゴールドとはAnza-Borrego砂漠Earthquake Valleyにあった臨時トラッキング施設のコードである。

## 設備の更新計画
ゴールドストーン局は1958年10月1日から運用を開始しており、既に50年以上運用されているため、旧式化した設備も増えてきている。このため設備更新が検討されている。36mアンテナ4基を追加設置することで70mアンテナの代わりとする計画がある他、2025年頃には光通信の受信局を設置して火星からのビデオ中継を行えるようにしたいと考えているとのこと。